# 蝙蝠冠狀病毒HKU10
蝙蝠冠狀病毒HKU10（Rousettus bat coronavirus HKU10、BatCoV HKU10）是甲型冠狀病毒屬的一種病毒，於2007年在中國廣東的棕果蝠體內發現，名為果蝠冠狀病毒HKU10（Ro-BatCoV），隨後又在香港的小蹄蝠體內被發現，名為蹄蝠冠狀病毒HKU10（Hi-BatCoV HKU10）。

## 基因組
蝙蝠冠狀病毒HKU10的基因組長約28400nt，除冠狀病毒皆有的複製酶和刺突蛋白（S）、膜蛋白（M）、外膜蛋白（E）與衣殼蛋白（N）等四種結構蛋白外，此病毒在刺突蛋白與外膜蛋白的基因有一開放閱讀框，編碼一輔助蛋白NS3，另外在基因組的最3端（衣殼蛋白基因的下游）還有三個開放閱讀框，編碼NS7a、NS7b與NS7c等三個輔助蛋白。果蝠冠狀病毒HKU10與蹄蝠冠狀病毒HKU10的序列相似度為93%–97%，但兩者的刺突蛋白序列差異較大，胺基酸序列的相似度僅有60.5%。